# Peter von Wast
Peter von Wast (* 1689; † 1754) war sächsisch-polnischer Geheimer Kriegsrat und Resident in Danzig.

## Leben
Peter von Wast wurde am 30. Januar 1689 in der Kirche St. Petri in Danzig getauft. Sein Vater Peter von Wast († 1718) besaß den Fünften Pelonker Hof bei Danzig bis 1714. Die Mutter war Dorothea Braun.
Peter von Wast jun. lebte in Danzig, wo er 1733 als Hauptmann (der sächsisch-polnischen Armee) bezeichnet wurde. Im Dezember 1734 bewarb er sich um den freigewordenen Posten des Residenten des Königreichs Polen und Kurfürstentums Sachsen in Danzig, der kurz danach für ihn bewilligt wurde. Von 1735 bis 1738 sind Berichte und Korrespondenzen von ihm an den Hof in Dresden erhalten. Ab 1736 war der neue Generalkommissar Constantin von Unruh der höherrangige diplomatische Vertreter Sachsen-Polens in Danzig, der fortan die offizielle Korrespondenz führte.
Peter von Wast wurde ab etwa 1735 als Geheimer Kriegsrat bezeichnet. 1742 erwarb er  den Siebenten Pelonker Hof aus dem Besitz seiner Frau Elisabeth, die diesen aus dem Erbe ihres Großvaters David Schüller erhalten hatte (der ebenfalls sächsisch-polnischer Resident in Danzig gewesen war). Peter von Wast wurde noch 1747 bis 1754 als Resident in Danzig bezeichnet.
Am 12. Dezember 1754 wurde er an der St.-Trinitatis-Kirche in Danzig bestattet. Peter von Wast war zweimal verheiratet und hatte mindestens eine Tochter.